# Copa Intercontinental de Fútbol Sala 2008
La Copa Intercontinental de Futsal de 2008 corresponde a la undécima edición del trofeo y a la quinta Copa Intercontinental de Futsal reconocida por la FIFA. Todos los encuentros se jugaron en la localidad de Granada, España. Se disputó del 3 al 6 de abril.
Los participantes fueron:
- Interviú Fadesa de España, defensor del título.
- Carlos Barbosa de Brasil, subcampeón de la Copa Libertadores de Futsal de 2007.
- Tam Iran Khodro de Irán, campeón de la Liga de Irán.
- Malwee/Jaraguá de Brasil, campeón de la Copa Libertadores de Futsal de 2007.
- Ajax de Tanger de Marruecos, campeón de Marruecos.
- Action 21 Charleroi de Bélgica, tercero en la UEFA Futsal Cup de 2007.

## Fase de grupos

### Grupo A
| Equipo             | Pts | PJ | PG | PE | PP | GF | GC | Dif. |
| ------------------ | --- | -- | -- | -- | -- | -- | -- | ---- |
| 1. Malwee/Jaraguá  | 4   | 2  | 2  | 0  | 0  | 8  | 3  | +5   |
| 2. Carlos Barbosa  | 4   | 2  | 2  | 0  | 0  | 8  | 3  | +5   |
| 3. Tam Iran Khodro | 0   | 2  | 0  | 0  | 2  | 2  | 12 | -11  |

3 de abril
| Partido                          | Resultado                                                                |
| -------------------------------- | ------------------------------------------------------------------------ |
| Carlos Barbosa - Tam Iran Khodro | 6-1 (resultado otorgado por la org. ante la no presencia del club iraní) |

4 de abril
| Partido                          | Resultado |
| -------------------------------- | --------- |
| Malwee/Jaraguá - Tam Iran Khodro | 6-1       |

5 de abril
| Partido                         | Resultado                                              |
| ------------------------------- | ------------------------------------------------------ |
| Malwee/Jaraguá - Carlos Barbosa | 2-2 (en el desempate por penaltis gana Malwee/Jaraguá) |

### Grupo B
| Equipo                 | Pts | PJ | PG | PE | PP | GF | GC | Dif. |
| ---------------------- | --- | -- | -- | -- | -- | -- | -- | ---- |
| 1. Interviú Fadesa     | 6   | 2  | 2  | 0  | 0  | 15 | 3  | +12  |
| 2. Action 21 Charleroi | 3   | 2  | 1  | 0  | 1  | 7  | 4  | +3   |
| 3. Ajax de Tanger      | 0   | 2  | 0  | 0  | 2  | 3  | 18 | -15  |

3 de abril
| Partido                              | Resultado |
| ------------------------------------ | --------- |
| Action 21 Charleroi - Ajax de Tanger | 6-1       |

4 de abril
| Partido                          | Resultado |
| -------------------------------- | --------- |
| Interviú Fadesa - Ajax de Tanger | 12-2      |

5 de abril
| Partido                               | Resultado |
| ------------------------------------- | --------- |
| Interviú Fadesa - Action 21 Charleroi | 3-1       |

## 5º y 6º puesto
6 de abril
| Partido         | Partido | Partido        | Resultado |
| --------------- | ------- | -------------- | --------- |
| Tam Iran Khodro | -       | Ajax de Tanger | 8-2       |

## 3º y 4º puesto
| Partido        | Partido | Partido             | Resultado |
| -------------- | ------- | ------------------- | --------- |
| Carlos Barbosa | -       | Action 21 Charleroi | 5-0       |

## Final
| Partido        | Partido | Partido         | Resultado |
| -------------- | ------- | --------------- | --------- |
| Malwee/Jaraguá | -       | Interviú Fadesa | 1-6       |

- Datos: Q3799434